# ゆるよる
『ゆるよる』は、CBCラジオで放送されるプロ野球シーズンオフの期間限定のワイド番組。2020年度は2020年11月10日 - 2021年3月24日、2021年度は2021年10月19日 - 2022年3月23日に放送されていた。

## 概要
- 次世代のラジオパーソナリティを発掘すべく、地元出身の20代女性を中心にした日替わりのメンバーで送る生ワイド番組。学校や仕事帰りや残業中に楽しんでもらえる2時間を目指す[1]。
- 当番組を放送するため、1999年度の『easyM』以来21年ぶりに、ナイターオフの平日20時台にTBSラジオ制作番組のネット受けを行わない。
- 2020年12月15日 - 18日はCBC創立70周年特別番組『ルーツ』、2021年12月14日 - 16日は開局70周年特別番組『#CBCの喋り方』を放送するため休止となった。
- 2021年秋から2022年春にかけては第2シーズンが放送される。

## パーソナリティ

### 2020年度
- アホロートル（火曜日）
- 三浦優奈（水曜日）
- らじお女子（木曜日）
- 小野小町（金曜日）

### 2021年度
- 三浦優奈（火曜日）
- アホロートル（水曜日）
- 町田こーすけ（木曜日）

## 内容
- ゆるよるトピックス - 第1シーズンでは唯一だった各曜日共通のコーナー。曜日パーソナリティが選んだ気になる話題を紹介。第1・第2シーズンとも19時台に放送される。
- ゆるよるランキング - 第2シーズンで新たに各曜日共通に放送される20時台のコーナー。日々発表されるランキングデータをもとにトークを展開。

その他の企画・コーナーは各曜日独自のものがラインナップされる。

以下は第1シーズンの企画。

### 火曜日「また帰ってきたアホロートル」
2019年度の「ワンチャンマイク」、オタメシに続いての登場で、ラジオコントやネタ投稿企画などを中心に送る。コーナーは以下の通りだが、それ以外にも毎週のように新コーナーが誕生している。

#### コーナー
- 聞いてよアキラさん
- ロイヤルアンダージョーク
- 童貞枠
- ユルガシラさん
- ハニーユルディーニ
- キラーツッコミ

#### ゲスト
- なかし（スペードの3）　-　2021年1月26日放送に生出演。当番組の直後に生放送している東海ラジオ『なかしのミュージックシャッフル』パーソナリティ。太田プロ名古屋の先輩でもある。
- 加藤由香(CBCアナウンサー) - 2021年3月2日放送に生出演。前週に安田と笑い声が似ているとの投稿が寄せられ、検証のためブッキングされた。

### 水曜日「三浦優奈のプロローグ」
名古屋出身・ゲーム大好きの三浦が、彼女の趣味に寄せた様々なコーナーを送る。
- ガチャのコーナー - リスナーから寄せられた質問を封入したカプセルが入ったガチャを回し、出たものにランダムに答えていく。
- 口が悪くて何が悪いの - 第1回放送で口が悪いと言われてしまった三浦が、この時間だけ「あえて」口が悪くなるコーナー。リスナーからは、周りにいるあざとい人や行動を募集する。
- 今週のアップデート - 普段ゲームに疎い人へ向けて、三浦が最新のゲーム情報を届ける。
- ゆるよるカップ - 放送中に三浦とリスナーがオンラインゲーム「クラッシュロワイヤル」で対決。この時間帯はTwitterでライブ配信も実施する。
- 人生はRPGだ！ - 生活の様々な問題を解決する最適なコマンドは何か、という趣向で送るいわゆる「本日のメッセージテーマ」に相当する企画。

### 木曜日「私たちがらじお女子です!」
オタメシに続いての登場。アイドルをテーマに様々な企画を送る。第10回までは杉浦沙映、第11回以降は小松吏穂がレギュラーでMCを務め、ゲストメンバーが週替わりで2名出演。また、サポート役としてteamFM担任の工作太朗も毎週出演する。さらにADもメンバーが担当。

#### コーナー
- 発見！アイドルあるある!! - アイドルにまつわる様々なあるあるを募集。
- ○○に恋して!! - オタメシに続いて、出演メンバーが大好きなハマっているものを紹介する。
- らじお女子意識調査 -　2択で答える質問を出演メンバーにぶつける。

#### 出演メンバー
表のメンバーに加え、第10回までは2代目リーダー杉浦沙映が、第11回以降は3代目リーダー小松吏穂がレギュラーでメインMCを務めた。
| 放送日 | 放送日   | 出演メンバー                                       | 出演メンバー                                       | AD                                                 |
| ------ | -------- | -------------------------------------------------- | -------------------------------------------------- | -------------------------------------------------- |
| 11/12  | 第1回    | 小松吏穂                                           | おうやゆか                                         | 大塚南                                             |
| 11/19  | 第2回    | 南波星那                                           | 成田かなの                                         | 大塚南                                             |
| 11/26  | 第3回    | おうやゆか                                         | 笠原ひかり                                         | 大塚南                                             |
| 12/3   | 第4回    | 小松吏穂                                           | 大塚南                                             | おうやゆか                                         |
| 12/10  | 第5回    | 小松吏穂                                           | 太田あかり                                         | （不在）                                           |
| 12/24  | 第6回    | 小松吏穂・おうやゆか・南波星那                     | 小松吏穂・おうやゆか・南波星那                     | [ 注 4 ]                                           |
| 12/31  | 大晦日SP | おうやゆか・大塚南・南波星那                       | おうやゆか・大塚南・南波星那                       | （不在）                                           |
| 1/7    | 第7回    | 小松吏穂                                           | 桃園えみ                                           | おうやゆか                                         |
| 1/14   | 第8回    | 小松吏穂                                           | 上田ちひろ                                         | 大塚南                                             |
| 1/21   | 第9回    | 小松吏穂                                           | おうやゆか                                         | （不在）                                           |
| 1/28   | 第10回   | 小松吏穂・おうやゆか・岡﨑遥・南波星那・上田ちひろ | 小松吏穂・おうやゆか・岡﨑遥・南波星那・上田ちひろ | 小松吏穂・おうやゆか・岡﨑遥・南波星那・上田ちひろ |
| 2/4    | 第11回   | 大塚南                                             | 上田ちひろ                                         | （不在）                                           |
| 2/11   | 第12回   | 太田あかり                                         | 大塚南                                             | （不在）                                           |
| 2/18   | 第13回   | （白﨑あや・笠原ひかり・南波星那）                 | （白﨑あや・笠原ひかり・南波星那）                 | 桃園えみ                                           |
| 2/25   | 第14回   | おうやゆか                                         | 南波星那                                           | 桃園えみ                                           |
| 3/4    | 第15回   | おうやゆか                                         | 上田ちひろ                                         | 南波星那                                           |
| 3/11   | 第16回   | 太田あかり                                         | 南波星那                                           | [ 注 8 ]                                           |
| 3/18   | 第17回   | おうやゆか・岡﨑遥・南波星那                       | おうやゆか・岡﨑遥・南波星那                       | おうやゆか・岡﨑遥・南波星那                       |

#### 大晦日スペシャル
2020年12月31日18:00 - 21:00に放送。らじお女子内で事前に行われたCD販売対決で勝者のTeamFMがスタジオ担当。
　　

### 金曜日「小野小町のはんなり小町」
週末の夜にふさわしいはんなりとした癒し系のラジオ（を目指す）番組を送る。

#### 企画
- 芋づる小町 - ある音を振り出しに話を転がしてゆく。
- アドリブ小町 - メンバーの演技力アップを目指し、封筒に入ったカードでランダムに決定される人物・シチュエーションを即興で演じる。
- 福島彩菜のお清めしちゃうぞ - 福島がたまたま持っていたお清めの塩で清めてほしい穢れを募集。
- フェアリーカエリーのハッピー週末占い - 坂中によく似た謎の占い師が週末の運勢をタロットで占う。

#### 備考
- 番組第1回・第2回のADを木曜パーソナリティのらじお女子が務めた。
  - 第1回は渡辺みさき、第2回は小松吏穂が担当した。